# Ibrahim Dossey
Ibrahim Dossey (Accra, 24 novembre 1972 – Bucarest, 9 dicembre 2008) è stato un calciatore ghanese, di ruolo portiere.

## Carriera

### Club
Nel suo paese ha giocato per Accra Hearts of Oak e Sekondi Eleven Wise prima di approdare in Romania al Brasov. Sempre in Romania gioca per Rapid Bucarest, Pandurii Targu Jiu e Unirea Sânnicolau Mare. Nel settembre 2008 firma un contratto con il Târgovişte ma non scenderà mai in campo. Due giorni dopo infatti rimane coinvolto in un incidente automobilistico a Breaza ed entra in coma. Muore tre mesi dopo il 9 dicembre 2008 nell'ospedale di Bucarest nel quale era stato ricoverato.

### Nazionale
Ha vinto con la sua Nazionale la medaglia di bronzo nel torneo calcistico alle Olimpiadi di Barcellona 1992. Vanta anche 18 presenze nella Nazionale di calcio ghanese.

## Palmarès

### Nazionale
- Bronzo olimpico: 1

Barcellona 1992